# Микровалто
Микро̀валто (гръцки: Μικρόβαλτο, катаревуса: Μικρόβαλτον, Микровалтон, в превод Малко блато) е село в Република Гърция, част от дем Сервия в област Западна Македония.

## География
Селото е разположено на 750 m надморска височина, югозападно от Сервия, между планините Амар бей (Архондики) на изток и Алонорахи на запад.

## История

### В Османската империя
В 1528 година Микровалто има  домакинства със 113 жители.
Александър Синве ("Les Grecs de l’Empire Ottoman. Etude Statistique et Ethnographique"), който се основава на гръцки данни, в 1878 година пише, че в Микро Валтос (Micro-Valtos) живеят 300 гърци.
На Етнографската карта на Битолския вилает на Картографския институт в София от 1901 година Микрос Валтос е чисто гръцко село в Серфидженската каза на Серфидженския санджак с 42 къщи.
Според статистика на Серфидженския санджак на гръцкото консулство в Еласона от 1904 година в Микровалтон (Μικρόβαλτον), Серфидженска каза, живеят 280 гърци елинофони християни.

### В Гърция
През октомври 1912 година, по време на Балканската война, в селото влизат гръцки части и след Междусъюзническата война в 1913 година селото остава в Гърция.
Населението традиционно произвежда жито, картофи, тютюн и други земеделски продукти, като се занимава и със скотовъдство.
| Година    | 1913 | 1920 | 1928 | 1940 | 1951 | 1961 | 1971 | 1981 | 1991 | 2001 | 2011 | 2021 |
| --------- | ---- | ---- | ---- | ---- | ---- | ---- | ---- | ---- | ---- | ---- | ---- | ---- |
| Население | 406  | 370  | 460  | 581  | 795  | 851  | 662  | 696  | 746  | 602  | 333  | 337  |

## Личности
Свързани с Микровалто
- Константий Матулопулос (1841 – 1910), гръцки духовник, по произход от Микровалто